# Economia de Sierra Leone
Sierra Leone és el segon país més pobre del món, després de Papua Nova Guinea i a més compta amb una distribució de la riquesa bastant desigual. Té importants recursos minerals i pesquers i una agricultura a potenciar. No obstant això, la infraestructura social i econòmica no és molt desenvolupada, i distints problemes socials segueixen obstaculitzant el desenvolupament econòmic, després d'una guerra civil de 9 anys. És un país ric en mineral de diamant, a més d'altres productes, la qual cosa li ha convertit a un territori molt desitjat per grans companyies mineres multinacionals. Prop de dos terços de la població en edat de treballar viu de l'agricultura de subsistència. La indústria es redueix al processament de matèries primeres i a la indústria lleugera dirigida al mercat domèstic.

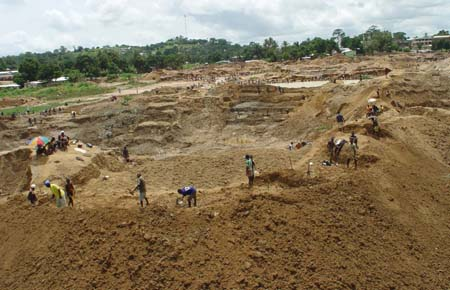
Extracció de diamants a Sierra Leone.

Sent en 2004 el 83% del valor dels seus exportacions els diamants, el preu del mineral ha condicionat constantment l'economia del país. En les dècades de 1970 i 1980, la baixada del preu del mineral va ocasionar problemes a l'economia. La nova crisi que es va deslligar en 2003 va tornar a castigar el precari sistema econòmic.
De l'explotació del diamant, només entre el 7 i el 10% del total és legal, la qual cosa impedeix que els beneficis reverteixin a la població. L'explotació il·legal contribueix al sosteniment de la lluita armada de grups guerrillers, compravenda d'armes i activitats delictives en general, amb un govern molt feble que amb prou feines pot afrontar solucions a la situació. No obstant des de l'any 2000 es va multiplicar per 20 el volum d'exportació legal declarada. Això, juntament amb la creació, a instàncies de les Nacions Unides, d'un fons amb els imposts que graven l'exportació de diamants, ha permès la tornada als ciutadans de les regions mineres d'una part important de recursos.